# Oxytrigona flaveola
Oxytrigona flaveola är en biart som först beskrevs av Heinrich Friese 1900.  Oxytrigona flaveola ingår i släktet Oxytrigona och familjen långtungebin. Inga underarter finns listade i Catalogue of Life.